# Книстаутас, Мантас
Мантас Книстаутас (лит. Mantas Knystautas; род. 20 мая 1994, Клайпеда) — литовский борец греко-римского стиля, бронзовый призёр чемпионата мира 2022 года, участник Олимпийских игр 2020 года в Токио.

## Карьера
В августе 2014 года на чемпионате мира среди юниоров в Загребе в финале уступил россиянину Сергею Семёнову. В марте 2021 года в Будапеште на европейском квалификационном турнире к Олимпийским играм 2020 года в Токио, одолев представителя Польши Рафала Краевского завоевал лицензию. В августе 2021 года на Олимпийских играх в первой же схватке уступил турку Рызе Каяалпу, и занял итоговое 10 место.

## Достижения
- Чемпионат Европы среди юношей 2011 — ;
- Чемпионат Европы среди юниоров 2013 — ;
- Чемпионат Европы среди юниоров 2014 — ;
- Чемпионат мира среди юниоров 2014 — ;
- Чемпионат мира U23 2017 — ;
- Олимпийские игры 2020 — 10;